# سيدة كورسك

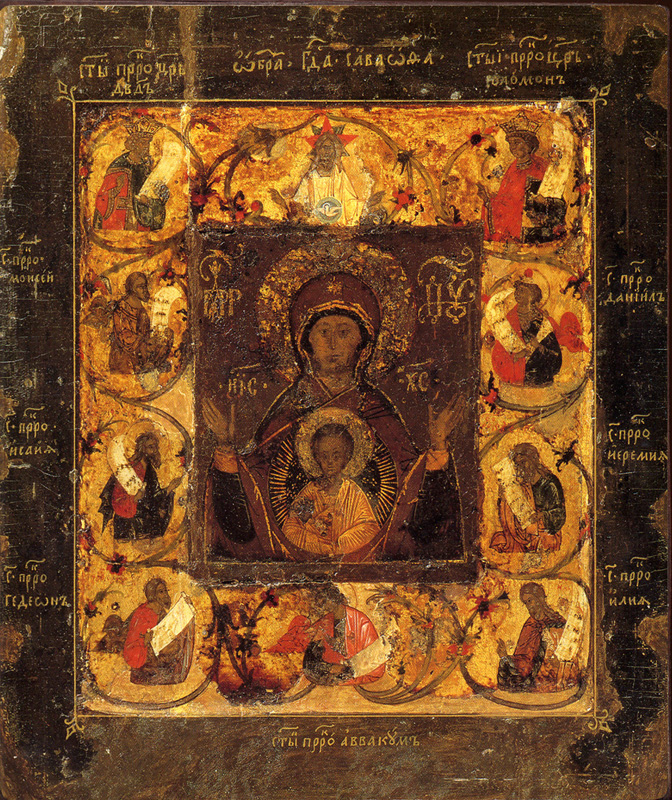
أيقونة كورسكايا كورينايا

سيدة كورسك (أيضا أيقونة كورسك الجذر) ((بالروسية: Богоматерь Курская Коренная)‏ تعني حرفيا: مريم العذراء من كورسك،التي وُجدت بين الجذور) هي إحدى أيقونات السيدة التي يبدو أنها رُسمت في القرن الثالث عشر واُكتشفت في غابة بالقرب من كورسك، حوالي عام 1300.